# Тарло, Ян Александр
Ян Александр Тарло (пол. Jan Aleksander Tarło; ок. 1615—1680) — польский магнат, воевода сандомирский (1667—1679), воевода любельский (1650—1667), староста стенжицкий (1663—1665).

## Семья

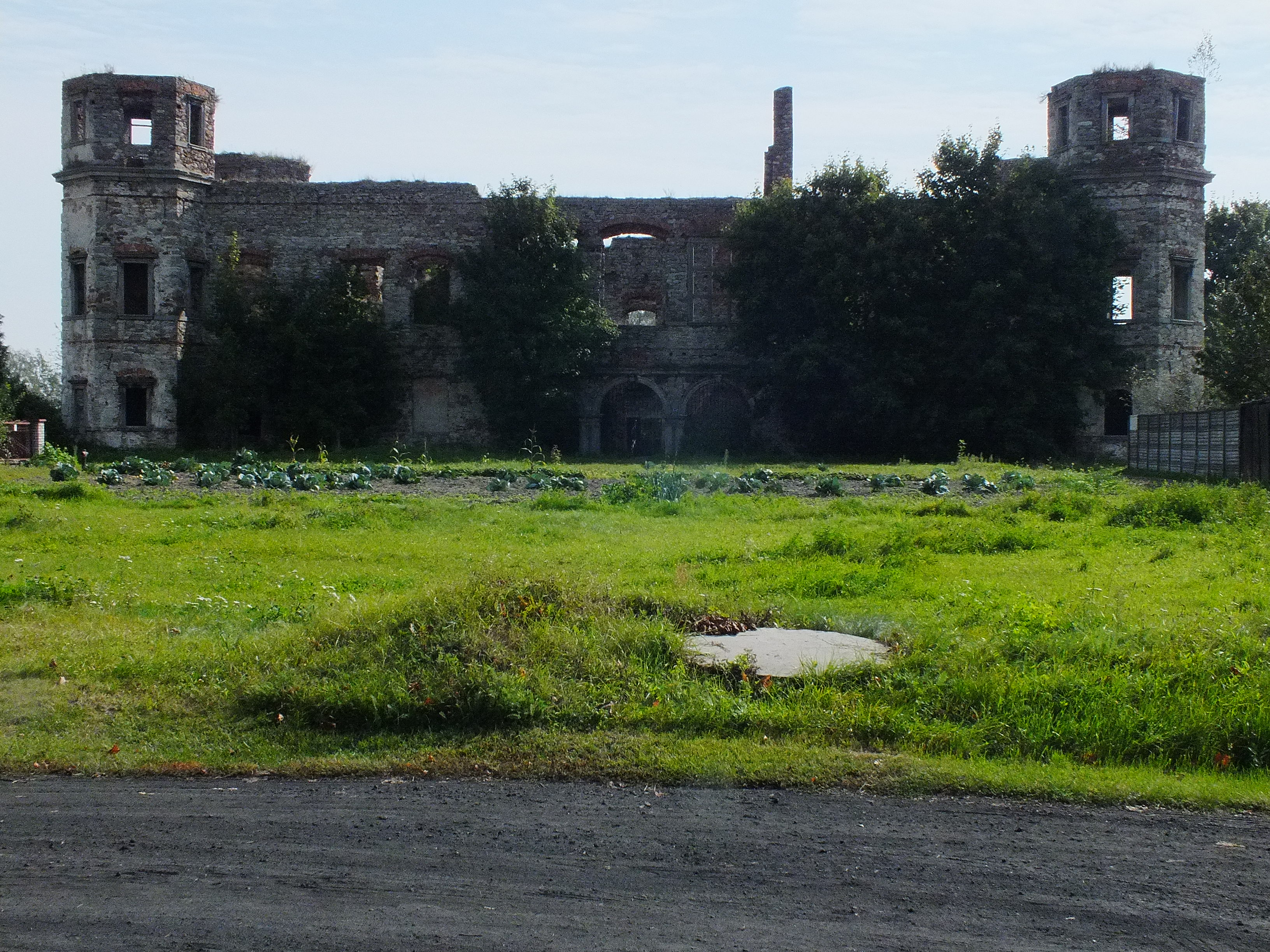
Руины замка Яна Александра Тарло в Подзамче-Пекошуве с окружающей территорией в радиусе 100 метров

Представитель польского шляхетского рода Тарло герба «Топор». Второй сын каштеляна и воеводы люблинского Петра Александра Тарло (1580—1649) и его первой жены Софии Дзялынской, дочери воеводы хелминского Николая Дзялынского. Родные братья — Николай (? — 1632), Стефан и Владислав Казимир, сводные братья — Кароль (? — 1702), воевода любельский, Александр (? — 1683), каштелян завихойский, Станислав (? — 1705), каштелян завихойский и воевода любельский, и Зигмунд (? — ок. 1685/1689), староста пильзненский.
Первой женой Яна Александра Тарло была Катарина Зборовская (? — 1632), дочь Анджея Зборовского (? — 1630). Первый брак был бездетным. После смерти первой супруги он во второй раз женился на княжне Анне Чарторыйской (1623—1684), дочери князя Николая Ежи Чарторыйского (1585—1661), каштеляна волынского, воеводы волынского и подольского. Дети от второго брака:
- Изабелла Тарло (1647—1704), вышла замуж за князя Бенедикта Павла Сапегу (1643—1707), подскарбия великого литовского, мать Михала Юзефа Сапеги (1670—1738)
- Михал Бартоломей Тарло (1656—1716), епископ познанский (1710—1715)
- Ян Иоахим Тарло (1658—1732), епископ киевский (1718—1723), а потом познанский (1722—1732)
- Николай Тарло (1654—1702), чашник великий литовский (1692—1702) и староста гощинский
- Казимир Тарло (? — 1690), староста гощинский.

## Карьера
Ян Александр Тарло занимал должность воеводы любельского в 1650—1665 годах, затем был воеводой сандомирским (1665—1680). Заслуженный воин, принимал участие в многочисленных экспедициях против русских, турок-османов, шведов, украинских казаков и крымских татар. Особенно привязанный к Ясногорскому образу Богоматери Ченстоховской, он подарил ордену паулинов серебряную статую. Он основал дворец в Подзамче-Пекошуве. Дворец был построен в 1649—1655 годах в стиле барокко для второй жены Анны. Разработан итальянским дизайнером и строителем Томасом Пончино. Для строительства этой резиденции магнат продал 30 деревень.
На сейме 16 сентября 1668 года Ян Александр Тарло подписал акт, подтверждающий отказ от польского престола Яна II Казимира Вазы.